# Jean-Marie Roy
Pour les articles homonymes, voir Roy.
Jean-Marie Roy, né à Saint-Léon-de-Standon en 1925, mort le 3 novembre 2011, est un architecte québécois.

## Biographie
Retiré de la profession depuis 1988, il participe à titre d'expert-conseil sur plusieurs projets architecturaux. Il est principalement reconnu pour son style architectural résolument moderne associé aux grands projets issus de la Révolution tranquille. En 1966, avec Paul Gauthier et Gilles Guité, il forme la firme Gauthier Guité Roy.

## Œuvres
- Pavillon de l'éducation physique et des sports de l'Université Laval, 1969-1971.
- Campus intercommunautaire Saint-Augustin à Saint-Augustin-de-Desmaures, 1962-1966 (l'École normale Notre-Dame-de-Foy, le Pavillon André-Coindre, la Résidence des Pères de la Consolata et le Séminaire Saint-Augustin).

## Honneurs
- 1967 - Médaille Massey
- 1970 - Médaille Massey
- 1974 - Prix du Conseil canadien de l’habitation
- 1975 - Membre de l’Académie royale des arts du Canada
- 1975 - Fellow de l’Institut royal d'architecture du Canada
- 1976 - Prix du Conseil canadien de l’habitation
- 1978 - Prix Distinction de l'Ordre des architectes du Québec
- 1981 - Prix Distinction de l'Ordre des architectes du Québec
- 1985 - Prix d'excellence en architecture de l’Ordre des architectes du Québec
- 1986 - Prix de l'Institut canadien de Québec
- 1986 - Médaille du Gouverneur général
- 1989 - Médaille du Mérite de l’Ordre des architectes du Québec
- 1995 - Membre de l'Ordre du Canada.
- 2004 - Officier de l'Ordre national du Québec